# Чекко д’Асколи

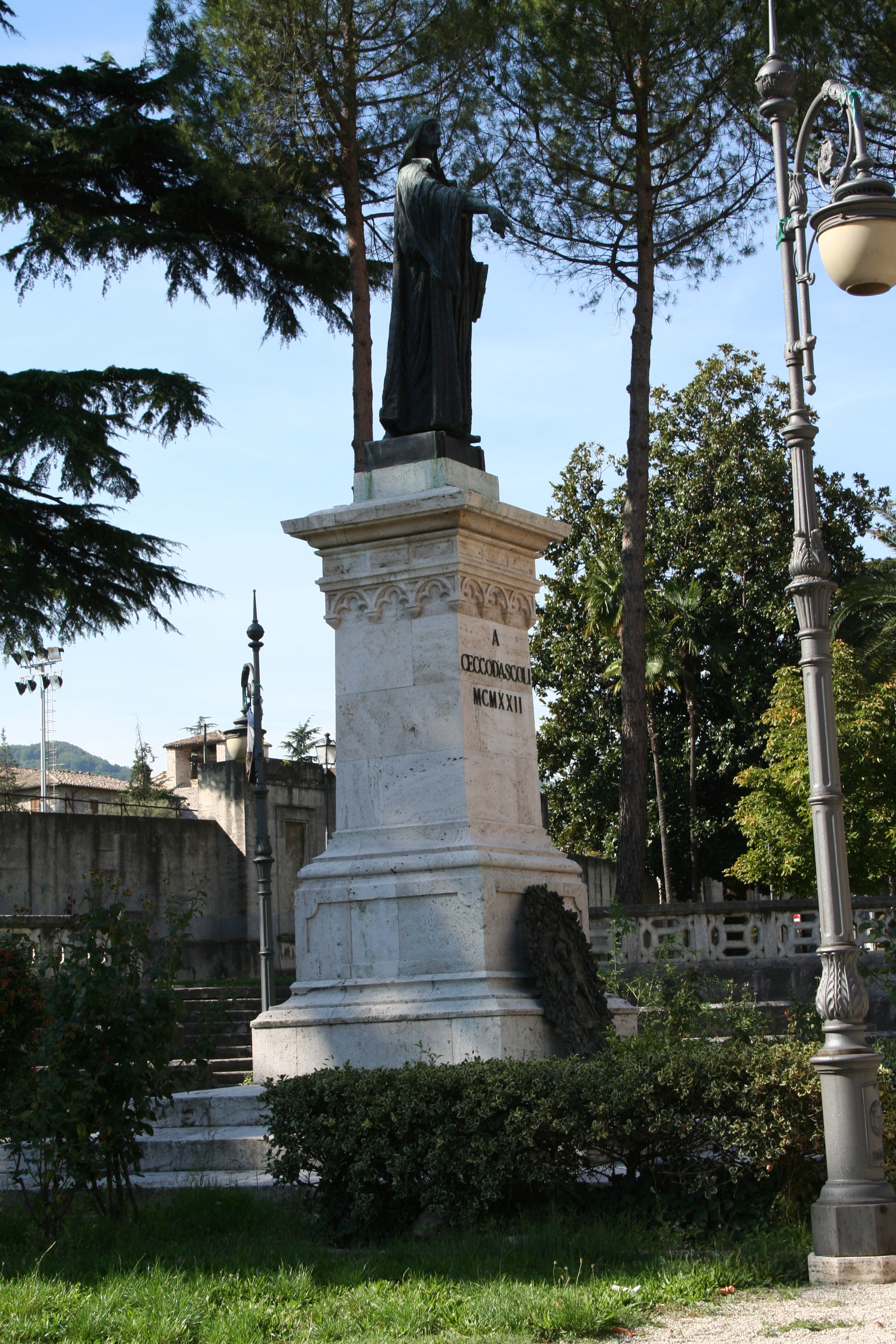
Статуя Чекко д’Асколи на Пьяцца Маттеотти, Асколи-Пичено

Че́кко д’Аско́ли Франче́ско де́льи Ста́били (итал. Cecco d'Ascoli Francesco degli Stabili; 1257, Асколи-Пичено — 1327, Флоренция) — итальянский астроном, астролог, математик, философ и поэт.

## Биография
Родился близ Асколи-Пичено, имя при рождении — Francesco Stabili. О его детстве и юности достоверных сведений нет, кроме того, что он посвятил себя изучению математики и астрологии. В 1322 (по другим данным — в 1324 году) стал профессором астрологии в Болонском университете. Опубликовал комментарий к астрономическому трактату Tractatus de sphaera Иоанна Сакробоско.
В 1324 году впервые предстал перед судом инквизиции по обвинению в ереси, был приговорен к покаянию, штрафу, лишён права преподавать и должен был покинуть Болонью до 14 декабря 1324 года. В 1326 он приехал во Флоренцию и служил астрологом и врачом при дворе герцога Карла Калабрийского.
В июле 1327 года Чекко д’Асколи вновь предстал перед судом инквизиции, ему было предъявлено обвинение по следующим пунктам:
- 1) утверждал, что мы можем, при определённом расположении звёзд, делать необыкновенные вещи, и он верит в существование злых духов в высших сферах, которых с помощью заклинаний можно заставить, при известном расположении звезд, творить чудеса;
- 2) в его трактате говорилось о неодолимом влиянии небесных тел и о том, что Христос сошел на землю не только по воле Божьей, но и вследствие астрономического порядка вещей, что он жил и странствовал с учениками, подчиняясь своему гороскопу, предопределившему и смерть, коею он умер.
- 3) считал, что Антихрист, согласно указаниям планет, явится в обличье богатого и могущественного властелина.

В результате этого процесса был приговорён к смертной казни и сожжён на костре во Флоренции 26 сентября 1327 года. Это — один из первых учёных, казнённых по приговору суда инквизиции.
Главное сочинение Чекко д’Асколи — дидактическая поэма «L’Acerba», написанная шестистрочными строфами (видоизменением терцин) представляет собой род энциклопедии средневековых знаний, в которой излагаются сведения по астрономии, метеорологии, антропологии, говорится о добродетелях и пороках (в связи с небесными явлениями), о любви (согласно теории Гвидо Гвиничелли), о животных (с моральным истолкованием их свойств, как в бестиариях), также разнообразные сведения по естественной истории и психологии.
В его честь назван кратер на Луне.

## Публикации
- De principiis astrologiae
- Tractatus in sphaerae
- De eccentricis et epicyclis

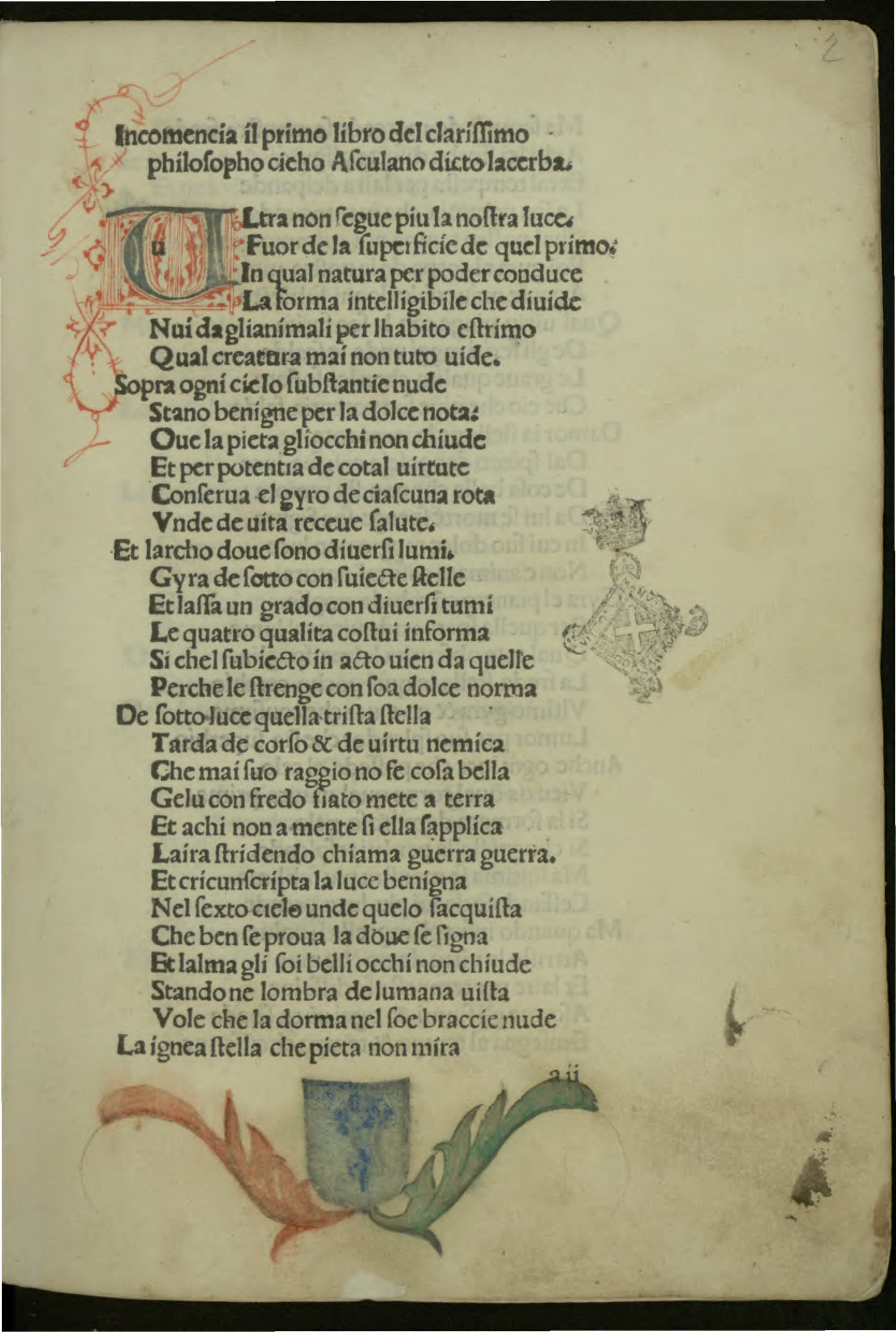
Acerba, 1484

- Prelectiones ordinarie astrologie habite Bonomie
- Acerba etas